# Kellen Caldas
Kellen Gleice Sisto Caldas (Porto Alegre, 9 de Novembro de 1976) é uma repórter e jornalista brasileira.

## Biografia
Em 1995, foi vice-campeã do Miss Rio Grande do Sul, representando a cidade de Santa Maria e logo em seguida, atuou no jornalismo, pela Rede Record do Rio Grande do Sul, sendo apresentadora do "Record News Sul". Na emissora, apresentou duas vezes o "Esporte Record" regional, por 5 meses entre 2007 e 2008 (ao lado de João Garcia) e outros 3 meses em 2009 (parte sozinha, parte ao lado de Luiz Carlos Reche).
Anteriormente, foi repórter da TV Pampa e consequentemente, garota-propaganda de chamadas do jornal O Sul. Por este canal, cobriu para o "Terceiro Tempo" o famoso Grenal dos banheiros químicos, em 2006. Antes a isso, foi repórter de programas gaúchos da Igreja Universal do Reino de Deus e curiosamente, sendo as duas emissoras em que atuou ligadas à entidade (esteve na Pampa quando esta era afiliada da Record)
Atualmente, é repórter e correspondente do programa Balanço Geral, apresentado por Alexandre Mota.